# Caspar Anton Heuser
Caspar Anton Heuser  (* 6. Januar 1822 in Düsseldorf; † 3. April 1891 in Köln) war ein deutscher Priester und Theologe.

## Leben
Nach theologischen Studien an der Katholischen Universität Löwen in Belgien empfing er am 15. September 1844 die Priesterweihe und ging als Kaplan nach Düsseldorf. Ab 1849 war Heuser auch als Mitarbeiter Adolph Kolpings in der Herausgabe des Rheinischen Kirchenblattes tätig. 1852 promovierte er zum Dr. jur. und wurde am 5. April 1854 Professor im Kölner Priesterseminar.
1868 wurde er zum Konsultor für das Erste Vatikanische Konzil ernannt und für die Vorbereitung des Konzils nach Rom gerufen. Am 4. November 1869 wurde er Domkapitular in Köln. Erzbischof Philipp Krementz ernannte ihn am 1. April 1886 zum Offizial.

## Schriften
- Caspar Anton Heuser: De potestate statuendi impedimenta dirimentia pro fidelim matrimoniis, Löwen, 1853
- Caspar Anton Heuser: Manual pastorum, Köln, 1862
- Caspar Anton Heuser und Mathias Scheeben: Die Encyclica Pius IX. vom 8. Dezember 1864, Köln, 1865